# 饮酒文化
酒文化是酒在生产、销售、消费过程中所产生的物质文化和精神文化的总称，是制酒、饮酒活动过程中形成的特定文化形态。其中饮酒文化是与酒精饮料的消费相关联的传统、仪式和社会行为的集合。尽管酒精饮料以及对饮酒的社会态度在世界各地有所不同，但几乎每一种文明都独立发现了酿造啤酒、发酵葡萄酒、蒸馏烈酒等其他实践的方法。
酒文化包括酒的制法、品法、作用、历史，有关酒的酿造、饮用和酒宴过程中反映出来的种种文化现象。作为一种特殊的文化载体，酒在人类交往中占有独特的地位。酒文化已经渗透到人类社会生活中的各个领域，对文学艺术、医疗卫生、工农业生产、政治经济各方面都有着巨大影响和作用。
在中国，饮酒文化是中国古代传统文化范畴。由先民们本能的自然发现“醉猿造酒”的果酒，以及饭馊的米酒，进而主观能动地创造出异常丰富、形态各异的酒的物质文化。在创造酒的文化过程中，就渗透着人们的思想意识，显示出人们的创造力，区别于自然物，进而使酒人文化、社会化与社会结合。由于酒的效用，使它浸润着和体现出各种社会意识，改变着人们的风俗习惯、科技艺术、政治制度、道德规范等。比如民俗，无酒不成席，人们用酒，形成社会化的种种用途。